# Александър Шевченко
Александър Василиевич Шевченко (на руски: Александр Васильевич Шевченко) е украински художник, работил главно в Русия.
Роден е на 7 юни (26 май стар стил) 1883 година в Харков. От 1898 до 1907 година учи в Московското художествено-промишлено училище, като междувременно се обучава и в Париж, пътува в Западна Европа и Близкия Изток, след това учи в Московското училище за живопис, скулптура и архитектура (1908 – 1909). През следващите години е активен в авангардистките кръгове, пише статии върху теорията на изкуството. През 1914 – 1917 година е мобилизиран и служи в Първата световна война, от 1920 година преподава във ВХУТЕМАС, а от 1941 година ръководи катедрата по живопис в Московския текстилен институт.
Александър Шевченко умира на 28 август 1948 година в Москва.